# Asbjørn Helgeland
Asbjørn Helgeland (Haugesund, 4 febbraio 1966) è un dirigente sportivo ed ex calciatore norvegese, di ruolo centrocampista.

## Carriera

### Giocatore

#### Club
Helgeland cominciò la carriera con la maglia del Djerv, per poi giocare nel Vålerengen nel 1987. Giocò nuovamente nel Djerv, per passare successivamente al Fyllingen.
Nel 1994 diventò un calciatore dell'Haugesund. Nel 1999 passò agli svedesi dell'Örebro, ma nel 2000 tornò all'Haugesund, ricoprendo anche il ruolo di assistente dell'allenatore, fino al 2002.
La sua carriera continuò nel Djerv, dove nel 2007 raggiunse quota 200 reti segnate con quella maglia.

### Dopo il ritiro
A dicembre 2008 diventò un dirigente dell'Haugesund.